# Рауль Моро
Рауль Моро (ісп. Raúl Moro, нар. 5 грудня 2002, Абрера) — іспанський футболіст, нападник італійського клубу «Лаціо» і молодіжної збірної Іспанії. На правах оренди грає за «Реал Ов'єдо».

## Клубна кар'єра
Народився 5 грудня 2002 року в місті Абрера. Вихованець юнацьких команд футбольних клубів «Хімнастік Манреса», «Еспаньйол» та «Барселона».
2019 року приєднався до італійського «Лаціо», де почав грати за молодіжну команду клубу. Вже по ходу сезону 2019/20 дебютував за головну команду римського клубу в Серії A, а перед початком сезону 2021/22 19-річного гравця перевели до основної команду римлян. По ходу сезону 2021/22 вже взяв участь у 14 іграх усіх турнірів.
23 серпня 2022 року був відданий в оренду до друголігової «Тернани».

## Виступи за збірні
2019 року дебютував у складі юнацької збірної Іспанії (U-17), загалом на юнацькому рівні взяв участь у 8 іграх, відзначившись одним забитим голом.
Восени 2021 року провів свою першу гру за молодіжну збірну Іспанії.

## Статистика виступів

### Статистика клубних виступів
Станом на 18 вересня 2022
| Сезон             | Команда           | Чемпіонат         | Чемпіонат | Чемпіонат | Національний кубок | Національний кубок | Національний кубок | Континентальні кубки | Континентальні кубки | Континентальні кубки | Інші змагання | Інші змагання | Інші змагання | Усього | Усього |
| Сезон             | Команда           | Ліга              | Ігор      | Голів     | Ліга               | Ігор               | Голів              | Ліга                 | Ігор                 | Голів                | Ліга          | Ігор          | Голів         | Ігор   | Голів  |
| ----------------- | ----------------- | ----------------- | --------- | --------- | ------------------ | ------------------ | ------------------ | -------------------- | -------------------- | -------------------- | ------------- | ------------- | ------------- | ------ | ------ |
| 2019–20           | «Лаціо»           | A                 | 1         | 0         | КІ                 | 0                  | 0                  | ЛЄ                   | 0                    | 0                    | СІ            | -             | -             | 1      | 0      |
| 2020–21           | «Лаціо»           | A                 | 1         | 0         | КІ                 | 0                  | 0                  | ЛЧ                   | 0                    | 0                    | -             | -             | -             | 1      | 0      |
| 2021–22           | «Лаціо»           | A                 | 10        | 0         | КІ                 | 1                  | 0                  | ЛЄ                   | 3                    | 0                    | -             | -             | -             | 14     | 0      |
| Усього за «Лаціо» | Усього за «Лаціо» | Усього за «Лаціо» | 12        | 0         |                    | 1                  | 0                  |                      | 3                    | 0                    |               | 0             | 0             | 16     | 0      |
| 2022–23           | «Тернана»         | B                 | 4         | 0         | КІ                 | 0                  | 0                  | -                    | -                    | -                    | -             | -             | -             | 4      | 0      |
| Усього за кар'єру | Усього за кар'єру | Усього за кар'єру | 17        | 0         |                    | 2                  | 0                  |                      | 5                    | 0                    |               | 0             | 0             | 24     | 0      |

### Статистика виступів за збірну
Станом на 18 вересня 2022